# Gitarrspelerskan
Gitarrspelerskan är en oljemålning av Johannes Vermeer från 1672.

## Beskrivning av målningen
Målningen beskriver en ung kvinna ur det högre borgerskapet som spelar på en gitarr. Hon är klädd i en elegant pälsbrämad gul morgonjacka över en ljusgrå satängklänning. Modellen kan möjligen vara Maria, Johannes Vermeers äldsta dotter, då omkring 17 år gammal.
På väggen bakom den unga kvinnan hänger landskapsmålningen Ett landskap med träd med en herreman och hundar i förgrunden av Pieter Jansz van Asch eller alternativt Flodlandskap med resande av Herman van Swanevelt från 1644.
1644

## Proveniens
Troligen ägdes målningen först av Pieter van Ruijven i Delft till 1674 och därefter av hans änka Maria de Knuijt till 1681 och senare av dottern Magdalena van Ruijven och dennas man Jacob Dissius 1681–82. Den senare ägde den tillsammans med sin far Alexander 1685–94, varefter målningen såldes på auktion efter Dissius i Amsterdam i maj 1696.
Målningen ägdes troligen av Jan Danser Nijman, Amsterdam i slutet av 1700-talet och köptes av Henry Temple i London 1794. Den ärvdes 1802 av sonen Henry John Temple, och ärvdes därefter 1865 av styvsonen William Francis Cowper-Temple. År 1888 ärvdes den av systersonen Evelyn Melbourne Ashley. Den köptes samma år av  Edward Cecil Guinness i London. Efter dennes död 1919 donerades den till Kenwood House i London.

### Stöld av målningen
Gitarrspelerskan stals i februari 1974 och det begärdes en lösensumma på över en miljon US dollar för den. Den återfanns av brittisk polis på en kyrkogård i Londons finansdistrikt i maj 1974. Målningen var då i huvudsak oskadad.